# Smithton (Tasmanië)
Smithton is een plaats in de Australische deelstaat Tasmanië en telt 3361 inwoners (2006).

## Geboren
- Hannah Gadsby (1978), comédienne